# Wilhelm Weischedel

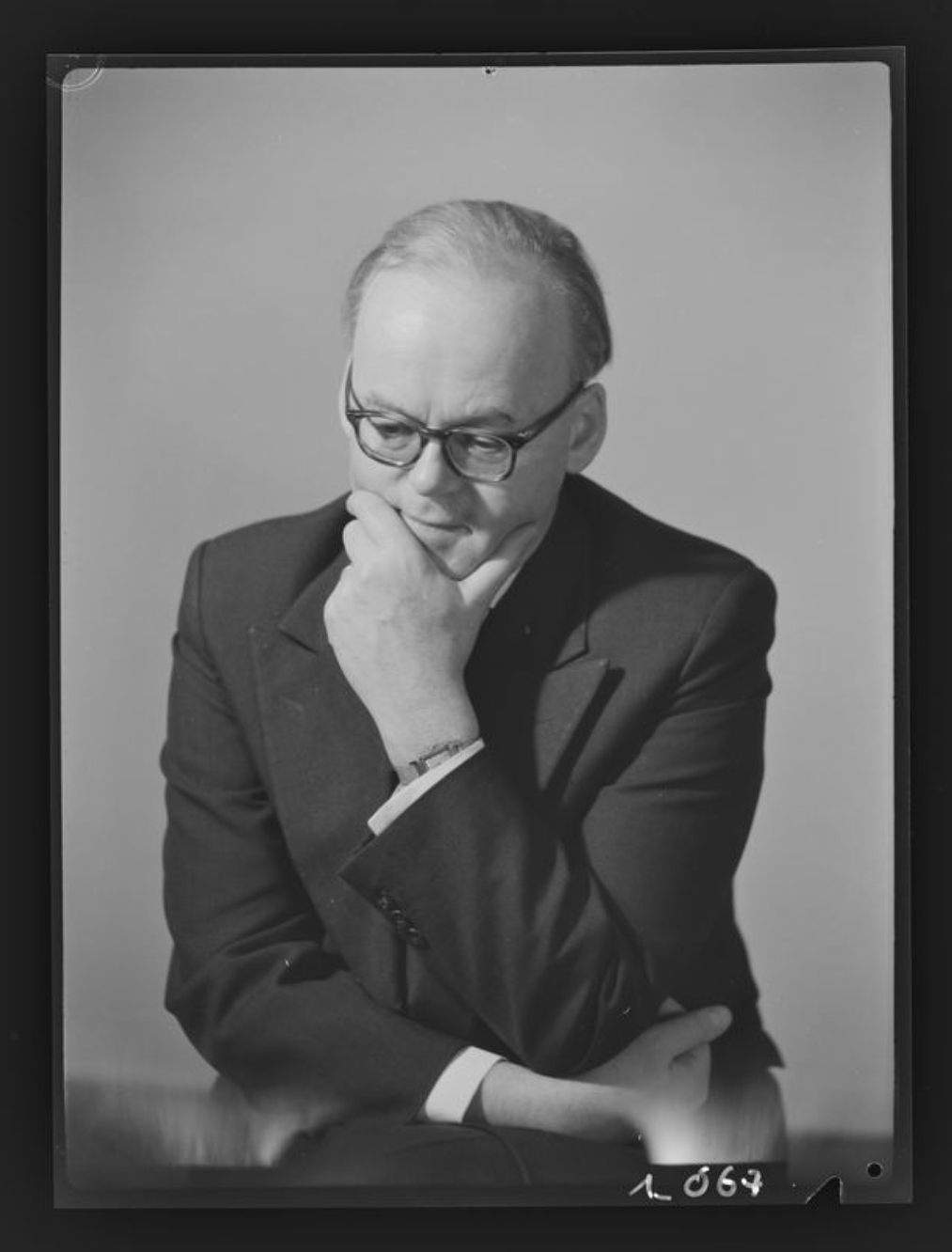
Weischedel (1964), fotografiert von Gerda Schimpf

Wilhelm Weischedel (* 11. April 1905 in Frankfurt am Main; † 20. August 1975 in West-Berlin) war ein deutscher Philosoph und Professor an der Freien Universität Berlin. 

## Leben
Wilhelm Weischedel, Sohn des Pfarrers Wilhelm Gotthilf Weischedel (1873–1958) und von Catharina Martha Beutter (1881–1951), wuchs in einem pietistischen schwäbischen Elternhaus auf und besuchte die Schule in Stuttgart, Reutlingen und Elberfeld, wo er am humanistischen Gymnasium Abitur machte. Er studierte an der Universität Marburg zunächst Theologie (Paul Tillich, Rudolf Bultmann) und im weiteren Philosophie (Martin Heidegger, Nicolai Hartmann) und promovierte 1933 bei Heidegger in Freiburg mit einer Arbeit über Das Wesen der Verantwortung.
Aufgrund der politischen Situation (siehe Heidegger und der Nationalsozialismus) kam es zur Entfremdung mit Heidegger, „die nach dem Krieg nur schwer zu überwinden war“. Weischedel erhielt keine Stelle an der Universität und arbeitete zunächst als Aushilfe in der Tübinger Musikbibliothek und anschließend in einem kaufmännischen Büro. 1936 gelang es ihm, sich in Tübingen mit einer Arbeit über Fichte zu habilitieren. Weischedel erhielt das Angebot einer Dozentur, weigerte sich aber, einer NSDAP-Gliederung beizutreten und das vorgeschriebene Dozentenlager zu absolvieren. In der Folge war er von 1936 bis 1945 fachfremd als Prüfer bei der Wirtschaftsberatung Deutscher Gemeinden AG (WIBERA) tätig. 1939 wurde seine Habilitationsschrift unter dem Titel Der Aufbruch der Freiheit zur Gemeinschaft veröffentlicht. Das Kriegsende erlebte er in Paris, wo er nach eigenen Angaben von 1942 bis 1944 zwischen dem deutschen und dem französischen Widerstand als Vermittler agierte.

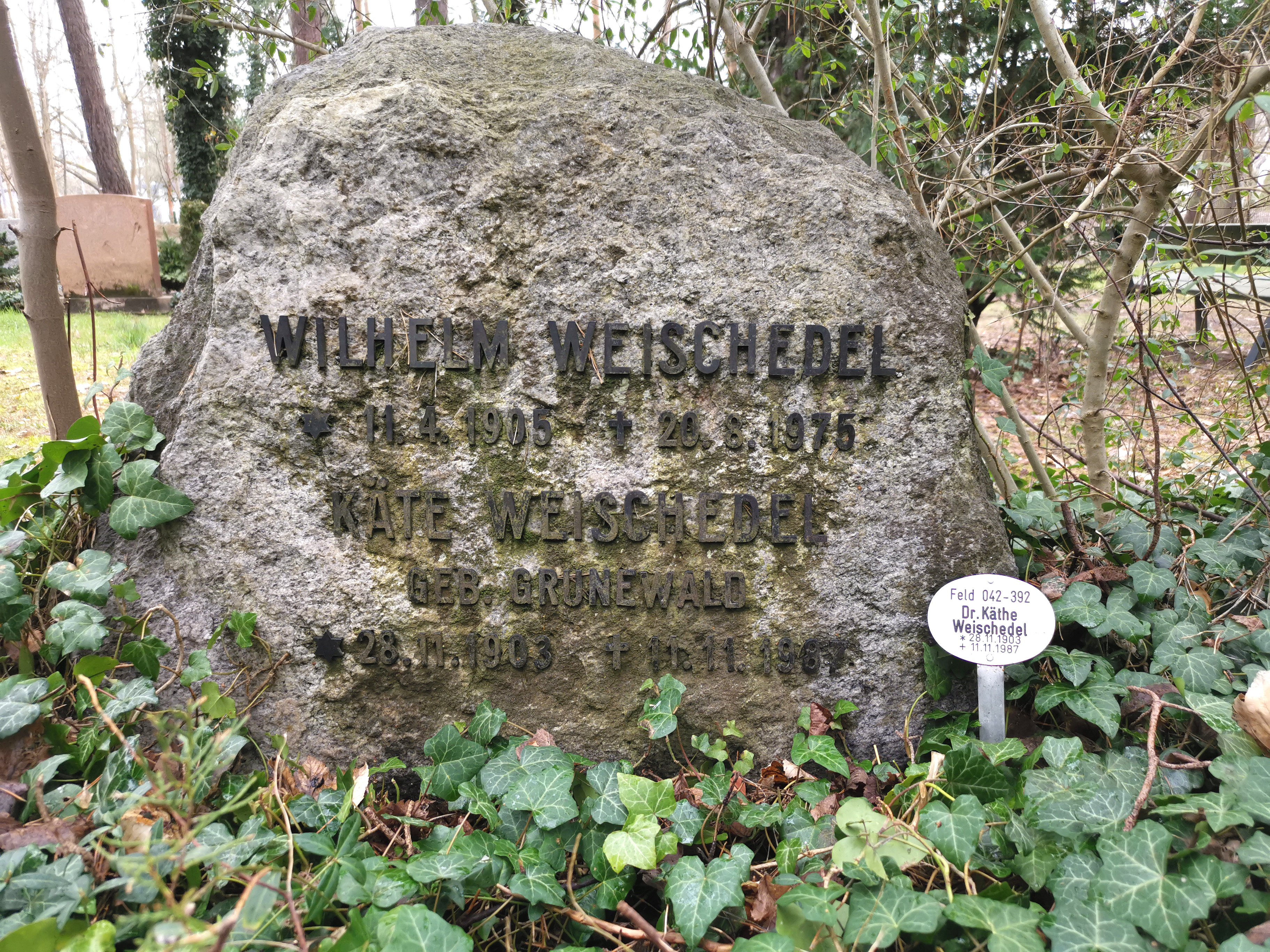
Grabstelle auf dem Waldfriedhof Zehlendorf in Berlin (Feld 42-392)

Nach dem Krieg begann Weischedel seine Vorlesungstätigkeit als Dozent und ab 1946 als außerordentlicher Professor in Tübingen und wurde 1953 als ordentlicher Professor an die Freie Universität Berlin berufen. An der Freien Universität gehörte Weischedel dem Kuratorium der 1957 gegründeten Deutsch-Israelischen Studiengruppe an. Weischedel wurde 1970 emeritiert.
Wilhelm Weischedel starb 1975 im Alter von 70 Jahren in Berlin. Sein Grab befindet sich auf dem Waldfriedhof Zehlendorf.
Weischedel war seit 1934 mit Käte Grunewald verheiratet, die über Johannes Tauler promoviert hatte. Das Ehepaar hatte zwei Töchter, Martina Elisabeth (1935) und Sabine Monika (1938). Weischedel war 1949 Mitbegründer und Mitarbeiter der Studienstiftung des deutschen Volkes und Gründungsmitglied der Wissenschaftlichen Buchgesellschaft, die ihn seit 1999 mit dem Wilhelm-Weischedel-Fonds ehrt, der mit dem Ziel ins Leben gerufen wurde, Wissenschaft und Kultur zu fördern.

## Philosophie
Weischedel vertrat eine eigene existenzphilosophische Position, die sich insbesondere mit dem Skeptizismus und dem Nihilismus auseinandersetzte. Er stand ständig in kritischer Distanz zu christlichen Institutionen, arbeitete aber z. B. mit dem protestantischen Theologen Helmut Gollwitzer eng zusammen. Wichtige Themen für Weischedel waren auch die Technikverantwortung und die Aufarbeitung des Nationalsozialismus.
Weischedel geht davon aus, dass das tiefste Wesen der Wirklichkeit deren radikale Fraglichkeit ist. Die Wirklichkeit und auch das menschliche Leben müssten als ein fragliches Schweben zwischen Sein und Nichtsein, zwischen Sinn und Sinnlosigkeit verstanden werden. Der Mensch als radikal Fragender darf sich mit keiner Antwort zufriedengeben, sondern muss in einem offenen Skeptizismus immer weiterfragend der Fraglichkeit standhalten.
In seinem Hauptwerk Der Gott der Philosophen entwickelt Weischedel eine philosophische Theologie im Zeitalter des Nihilismus, in der er Gott als das nicht substanzhaft zu denkende „Vonwoher“ der Fraglichkeit versteht. Das Vonwoher ist das absolute Geschehen, das die Fraglichkeit ermöglicht; die Fraglichkeit führt in die Sinnfrage. Eine Antwort auf die Sinnfrage ergibt sich jeweils durch etwas Sinngebendes. So liegt der Sinn des Schreibens in der Kommunikation, der Sinn der Kommunikation im zwischenmenschlichen Austausch und der Sinn dieses Austauschs im menschlichen Dasein. Diese Kette der Sinngebung kann man fortsetzen, bis man zur Frage nach einem unbedingten Sinngebendem gelangt. Dieses unbedingte Sinngebende ist der Sinnhorizont, den der Skeptiker nicht überschreiten kann. Seine Antwort lautet deshalb: „Gibt es […] einen unbedingten Sinn? Wie könnte der Philosophierende sich gültig davon überzeugen? Schon wenn von einer Gültigkeit für den Philosophierenden gesprochen wird, werden bestimmte Weisen der Annahme eines unbedingten Sinnes ausgeschlossen. So vor allem der religiöse Glaube, der behauptet, in Gott den unbedingten Sinn zu finden. Aber […] der Glaube kann nicht in die Voraussetzungen eines ernstlichen Philosophierens eingehen, sofern dieses sich als radikales Fragen versteht und darum seine Voraussetzungen, auch etwaige glaubensmäßige zu untergraben bemüht sein muß.“ Weil es in der Welt sowohl Sinnhaftes als auch Sinnloses gibt wie Naturkatastrophen, Gewalttaten, Morde und Kriege, führt die Sinnfrage zugleich in das Problem der Theodizee. Das Problem der radikalen Fraglichkeit lässt sich damit philosophisch nicht überwinden, so dass die Gottesfrage offenbleiben muss.
In seiner skeptischen Ethik entwirft Weischedel drei moralische Haltungen, d. h. Tugenden, die sich aus einer Existenz in der radikalen Fraglichkeit ergeben: Dies sind die Grundhaltungen der Offenheit, Verantwortlichkeit und  Abschiedlichkeit. Voraussetzung ist, dass der Mensch für sich vier Entscheidungen trifft: den Entschluss zum Skeptizismus, den Entschluss zur Freiheit, den Entschluss zum Dasein sowie den Entschluss zur Gestaltung des Daseins. Für den Skeptiker gibt es keine Letztbegründung für diese Einstellungen. Aus den Grundhaltungen kann der Mensch weitere konkrete Haltungen ableiten. Die Offenheit führt zu Wahrhaftigkeit, Sachlichkeit, Toleranz und Mitleid. Aus der Verantwortlichkeit folgen Solidarität, Gerechtigkeit und Treue. Die Abschiedlichkeit ist die Bereitschaft zum Abschied im ständigen Angesicht des Todes. Sie ist die Vergegenwärtigung der Vergänglichkeit und zugleich die Akzeptanz des Lebens. Sie führt zu einer Grundstimmung einer schwebenden Trauer und einer stillen Melancholie. Die damit verbundenen ethischen Haltungen sind zum einen Entsagung und Demut als die Gegenstücke zu Ehrgeiz, Stolz und Machtgier. Zum zweiten führt die Abschiedlichkeit zu Selbstbeherrschung und Besonnenheit. Im Weiteren ist damit auch die Tugend von Tapferkeit und Mut verbunden. Denn wenn die Bedeutung des eigenen Lebens in den Hintergrund tritt, findet der Mensch Raum, Ängste zu überwinden, Krankheit und Leiden auszuhalten und anderen zu helfen; zum Vierten Großmut und Güte als Fähigkeit, die Unvollkommenheiten seiner Mitmenschen zu ertragen und vergeben zu können. Schließlich ermöglichen Gelassenheit und Geduld das Loslassenkönnen und die Überwindung von Unruhe, Aufregungen und Hast des Alltags.
Einer breiteren Öffentlichkeit wurde Weischedel vor allem durch sein populärwissenschaftliches Werk Die philosophische Hintertreppe bekannt, in dem er das Leben und Denken von 34 bekannten Philosophen anekdotenreich, auf allgemeinverständliche und durchaus humorvolle Weise darstellt. In der Universitätsbibliothek Johann Christian Senckenberg in Frankfurt am Main befindet sich ein achtseitiges Typoskript Weischedels mit dem Titel „Schüttelreime zum Philosophenfest am 11. Juli 1964“.

## Veröffentlichungen
- 1932 Versuch über das Wesen der Verantwortung. Albert-Ludwigs-Universität, Freiburg (auch unter dem Titel: Das Wesen der Verantwortung. Ein Versuch, Frankfurt a. M. 1933: Klostermann)
- 1939 Der Aufbruch der Freiheit zur Gemeinschaft: Studien zur Philosophie d. jungen Fichte. Meiner, Leipzig
- 1947 Der Abgrund der Endlichkeit und die Grenze der Philosophie: Versuch einer philosophischen Auslegung der "Pensées" des Blaise Pascal. Küpper
- 1948 Voltaire und das Problem der Geschichte. Gryphius
- 1950 Wirklichkeit und Wirklichkeiten: Aufsätze und Vorträge. de Gruyter, Berlin
- 1952 Die Tiefe im Antlitz der Welt: Entwurf einer Metaphysik der Kunst. Mohr, Tübingen
- 1956 Kant-Werkausgabe in 6 Bänden. Wissenschaftliche Buchgesellschaft, Darmstadt  (1960 im Insel-Verlag)
- 1964 Schüttelreime zum Philosophenfest am 11. Juli 1964, S. 17–25. In: Sprachspielereien 12, München
- 1965 mit Helmut Gollwitzer: Denken und Glauben, Ein Streitgespräch. Kohlhammer, Stuttgart
- 1966 Die philosophische Hintertreppe. Nymphenburger Verlagshandlung, München (erweiterte Ausgabe 1973, ISBN 3-485-00863-X, Neuauflage 2000)
- 1967 Philosophische Grenzgänge: Vorträge und Essays. Kohlhammer, Stuttgart
- 1967 In: Manfred Hanke, Die schönsten Schüttelgedichte. S. 58–62: Lotteleien fern von Weimar / Der trunkene Philosoph. Stuttgart: DVA
- 1971/72 Der Gott der Philosophen. Grundlegung einer philosophischen Theologie im Zeitalter des Nihilismus, 2 Bände, Wissenschaftliche Buchgesellschaft, Darmstadt (Neuauflage 1998; dtv 1979)
- 1975 Lob des Alters
- 1976 Skeptische Ethik. 5. Aufl. Suhrkamp, Frankfurt 1990

Der wissenschaftliche Nachlass Weischedels befindet sich in der Staatsbibliothek zu Berlin (Handschriftenabteilung).